# Морозов (Морозовский район)
Моро́зов — хутор в Морозовском районе Ростовской области.
Административный центр Гагаринского сельского поселения.

## География
Хутор находится на левом притоке реки Быстрая, у юго-восточных окраин города Морозовск, административного центра района.

## Население
| 2010 |
| ---- |
| 830  |

## Улицы
| - ул. Вокзальная, - ул. Восточная, - ул. Дорожная, | - ул. Заречная, - ул. Кольцевая, - ул. Молодёжная, | - ул. Пчеловодческая, - ул. Садовая, - ул. Солнечная. |

## Инфраструктура
На хуторе действует фельдшерско-акушерский пункт.

## Транспорт
К юго-западу от хутора находится железнодорожная станция Морозовская-Южная.